# Cantone di Tonnay-Charente
Il Cantone di Tonnay-Charente è una divisione amministrativa dell'arrondissement di Rochefort.
A seguito della riforma approvata con decreto del 27 febbraio 2014, che ha avuto attuazione dopo le elezioni dipartimentali del 2015, è passato da 8 a 15 comuni.

## Composizione
Gli 8 comuni facenti parte prima della riforma del 2014 erano:
- Cabariot
- Genouillé
- Lussant
- Moragne
- Muron
- Saint-Coutant-le-Grand
- Saint-Hippolyte
- Tonnay-Charente

Dal 2015 i comuni appartenenti al cantone sono i seguenti 15:
- Breuil-Magné
- Cabariot
- Échillais
- Genouillé
- Loire-les-Marais
- Lussant
- Moragne
- Muron
- Port-des-Barques
- Saint-Coutant-le-Grand
- Saint-Hippolyte
- Saint-Nazaire-sur-Charente
- Soubise
- Tonnay-Charente
- Vergeroux